# Can Campreciós (Cornellà de Llobregat)
Can Campreciós és una masia del municipi de Cornellà de Llobregat (Baix Llobregat) inclosa en l'Inventari del Patrimoni Arquitectònic de Catalunya.

## Descripció
Masia completament restaurada que consta de planta baixa, pis i golfes, i un cos transversal afegit a la dreta. La façana principal, amb un rellotge de sol, està rematada per un frontó de línies ondulades. Al primer pis trobem una galeria sobresortint de la línia de la façana, de manera que també sembla un afegit. Les golfes posseeixen obertures d'ull de bou. La teulada és a dues vessants, perpendiculars a la façana. Queda tancada per un pati o barri.